# Migmatite

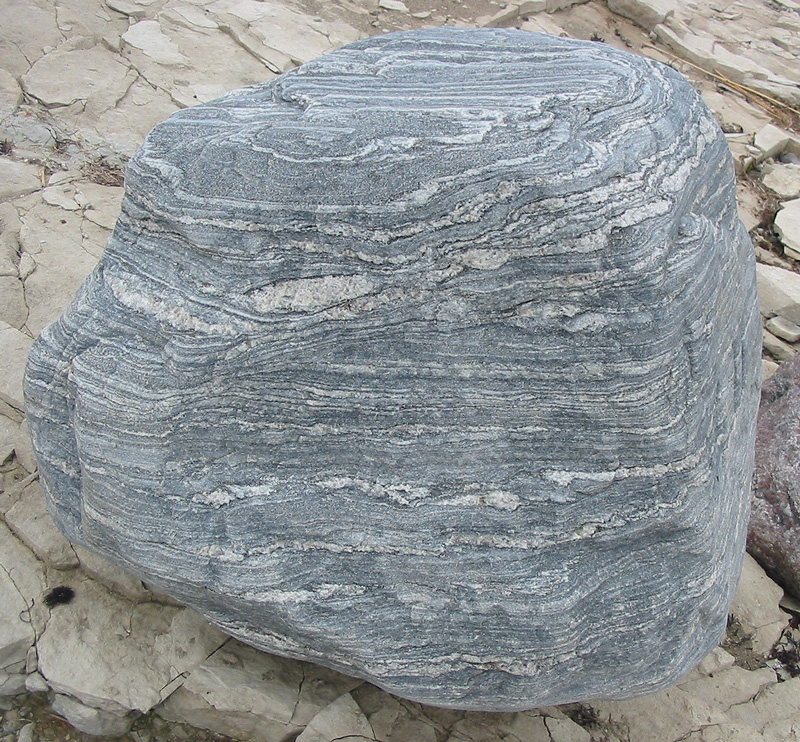
Une migmatite correspondant à une métatexite. On observe deux rubanements. L'un de couleur sombre (mésosome), l'autre plus claire (leucosome) lui-même bordé d'un fin liseré (mélanosome).

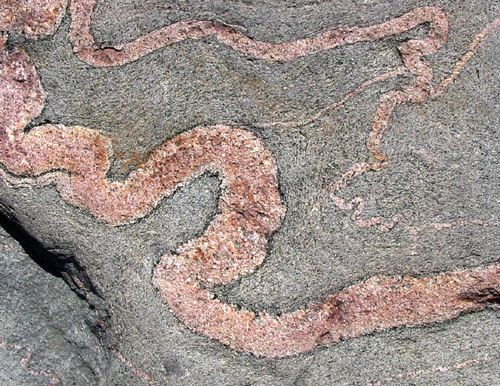
Pli ptygmatique dans une migmatite.

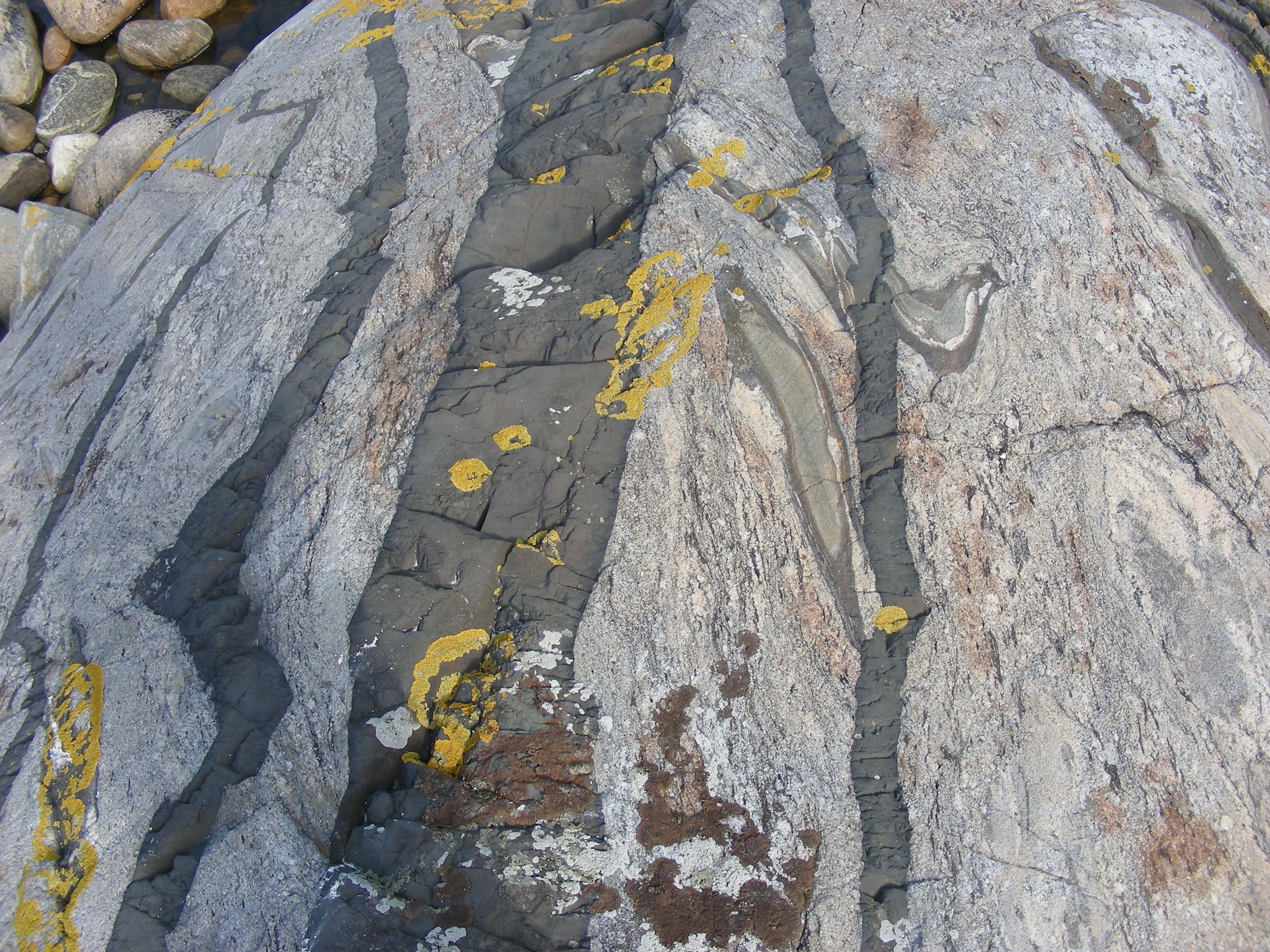
Migmatite recoupée par des dykes de dolérite.

Une migmatite (du grec : "migma", mélange), parfois appelée gneiss granitisé ou anatexite, est une  roche métamorphique qui résulte majoritairement d'une anatexie. On la trouve dans des zones de gradient métamorphique moyen à élevé. Les migmatites sont constituées, à l'échelle de l'affleurement,  d'un mélange de roches au taux de fusion très variable, depuis le protolithe jusqu'au granite appelé granite d'anatexie. Elles sont typiquement formées de deux rubanements compositionnels que l'on identifie par une pétrographie différente : des plages de couleur claire, assimilées à la partie de la roche ayant fondu et qui constitue le mobilisat ou leucosome ; des plages de couleur sombre, constituant la partie de la roche étant restée solide et qui constitue le restat ou restite.
Cependant, cette définition est restrictive, et il est possible de trouver des migmatites avec plus de deux rubanements compositionnels différents. Selon le taux de fusion, les pétrographes distinguent les métatexites, les diatexites et les granites d'anatexie.
La migmatisation ou le migmatisme est le processus de formation des migmatites qui sont les témoins, lorsqu'elles affleurent, de la fusion partielle de la croûte continentale.

## Étymologie
Le terme a été utilisé pour la première fois par le géologue finlandais Jakob Sederholm, en 1907 afin de décrire les roches du craton de Carélie. Il vient du mot grec μῖγμα / mĩgma, « mélange ».

## Mode de formation
Lors de la formation d'une chaîne de montagne par collision, l'empilement d'écailles explique le raccourcissement et l'épaississement qui constituent la racine crustale de cette chaîne. Dans la racine, la migmatisation est le plus souvent en relation étroite avec le métamorphisme syntectonique : les transformations résultant de la montée en température et en pression constituent le métamorphisme prograde. Les gradients métamorphiques de MP-HT et BP-HT franchissent généralement la courbe de fusion des granites hydratés. Dans ces conditions de haute température (T > 650 °C), la fusion partielle des métapélites et des métabasites produit des liquides de composition granitique et granodioritique. Les migmatites peuvent affleurer à la suite des mouvements tectoniques post-collision et du rééquilibrage isostatique allié à l'érosion qui a aplani les reliefs. Lorsque des failles interviennent dans cette tectonique, la vitesse d'exhumation du complexe migmatitique est de l'ordre de quelques mm à quelques cm par an.
Cette fusion crustale est favorisée par divers facteurs : enfouissement tectonique à la base d'une pile de nappes sédimentaires, ce qui se traduit par une augmentation progressive de la pression et de la température (remontée des géothermes notamment à cause de l'accroissement de la concentration en éléments radioactifs comme l'uranium et le thorium ; remontée des unités profondes chaudes vers des basses pressions, ce qui induit des dômes thermiques (diapirs) tarditectoniques ; échauffement dû à l'apport de magmas d'origine mantellique ; présence de fluides (surtout l'eau présente dans les sédiments originels) qui abaissent la température du solidus, permettant la production plus rapide de liquides anatectiques.
La migmatisation peut également résulter de l'extension synorogénique ou post-orogénique et de l'amincissement crustal qui accélèrent le démantèlement des chaînes montagneuses. Lorsque le champ de contraintes régional change, ou que la convergence tectonique ralentit, un phénomène de relâchement se produit (la contrainte horizontale due aux forces de convergence devient inférieure à la contrainte verticale lithostatique), correspondant à l'affaiblissement rhéologique du domaine orogénique. Cet affaiblissement se traduit par une extension généralisée et un amincissement, avec pour conséquence de cet étalement une décompression et une remontée des roches de la croûte terrestre, d'où le développement de la fusion partielle.
Au début de l'anatexie, la fusion forme un « jus anatectique » qui en cristallisant sur place donne le leucosome dont la composition eutectique constante correspond à celle d'un mélange comprenant près de 33 % de quartz, 33 % de feldspath alcalin et 33 % de plagioclase.
Les compositions migmatitiques résultent d'une succession de processus faisant intervenir les facteurs suivants : taux de fusion, de cristallisation fractionnée, de ségrégation des cristaux (n'ayant pas participé à la fusion, résultant d'une fusion incongruente ou d'cristallisation fractionnée) et d'extraction des liquides silicatés, importance des transformations dues aux phases fluides.

## Relation avec le métamorphisme et magmatisme

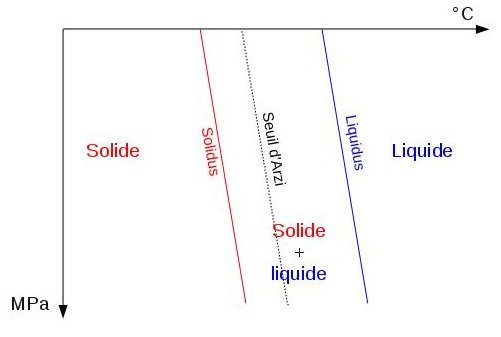
Diagramme de phase avec seuil d'Arzi. Le domaine des migmatites se situe entre le solidus et le liquidus

La limite entre le métamorphisme et le magmatisme n'est pas évidente, puisque par définition, le métamorphisme regroupe l'ensemble des transformations physiques et chimiques se produisant dans les roches à l'état solide c'est-à-dire, de l'état solide à liquide, alors que le magmatisme s'intéresse à ces dernières de l'état liquide vers l'état solide. On identifie donc ici un problème lié à la définition strico sensu de ces domaines scientifiques.
Les migmatites sont des roches qui, dans un diagramme pression température se situent entre le solidus et le liquidus. Elles peuvent appartenir au domaine du métamorphisme ou du magmatisme suivant l'intensité de la fusion partielle (c'est-à-dire l'intensité du métamorphisme) qu'elles ont subi. La barrière physique donnée à cette limite est le seuil d'Arzi, seuil qui est atteint expérimentalement pour une proportion de liquide/solide de 12 à 20 %.

## Terminologie descriptive

### Appliquée aux rubanements compositionnels
Pour décrire les changements d'aspect de la structure rubanée des migmatites on définit :
- Le néosome (du grec mesos, « moyen » et sôma, « corps ») comme la partie de la migmatite qui a été nouvellement formée[2]. Il est souvent, constitué de deux parties :
  - Le leucosome (du grec leukos, « blanc »), c'est-à-dire la partie claire qui correspond au liquide de fusion partielle (ce liquide d'anatexie, lorsqu'il est très mobilisé, est appelé mobilisat) : cette zone ayant subi une fusion suivie d’une recristallisation, recoupe la foliation.
  - Le mélanosome (du grec melanos, « noir »), comme la partie de couleur plus sombre du néosome. Ce rubanement est généralement plus fin et se situe en bordure du néosome. Il correspond à la fraction solide résiduelle de la fusion partielle. Ce rubanement est riche en minéraux colorés, comme les biotites, grenats, amphiboles, sillimanites, cordiérites, ce qui explique sa couleur plus prononcée que les deux derniers[2].
- Le paléosome (ou mésosome lorsque sa couleur est intermédiaire entre leucosome et mélanosome), comme la partie de la migmatite n'ayant pas fondu. C'est-à-dire la partie sombre de la roche[2]. Cela correspond à la roche partiellement fondue, mais dans laquelle les liquides et résidu ne sont pas séparés (dans le néosome, il y a ségrégation plus ou moins complète du liquide d'anatexie et du résidu entre le leucosome et le mélanosome)

Le résidu de la fusion, appelé restite, correspond au paléosome et au mélanosome. La foliation y subsiste.

### Appliquée à la classification des migmatites

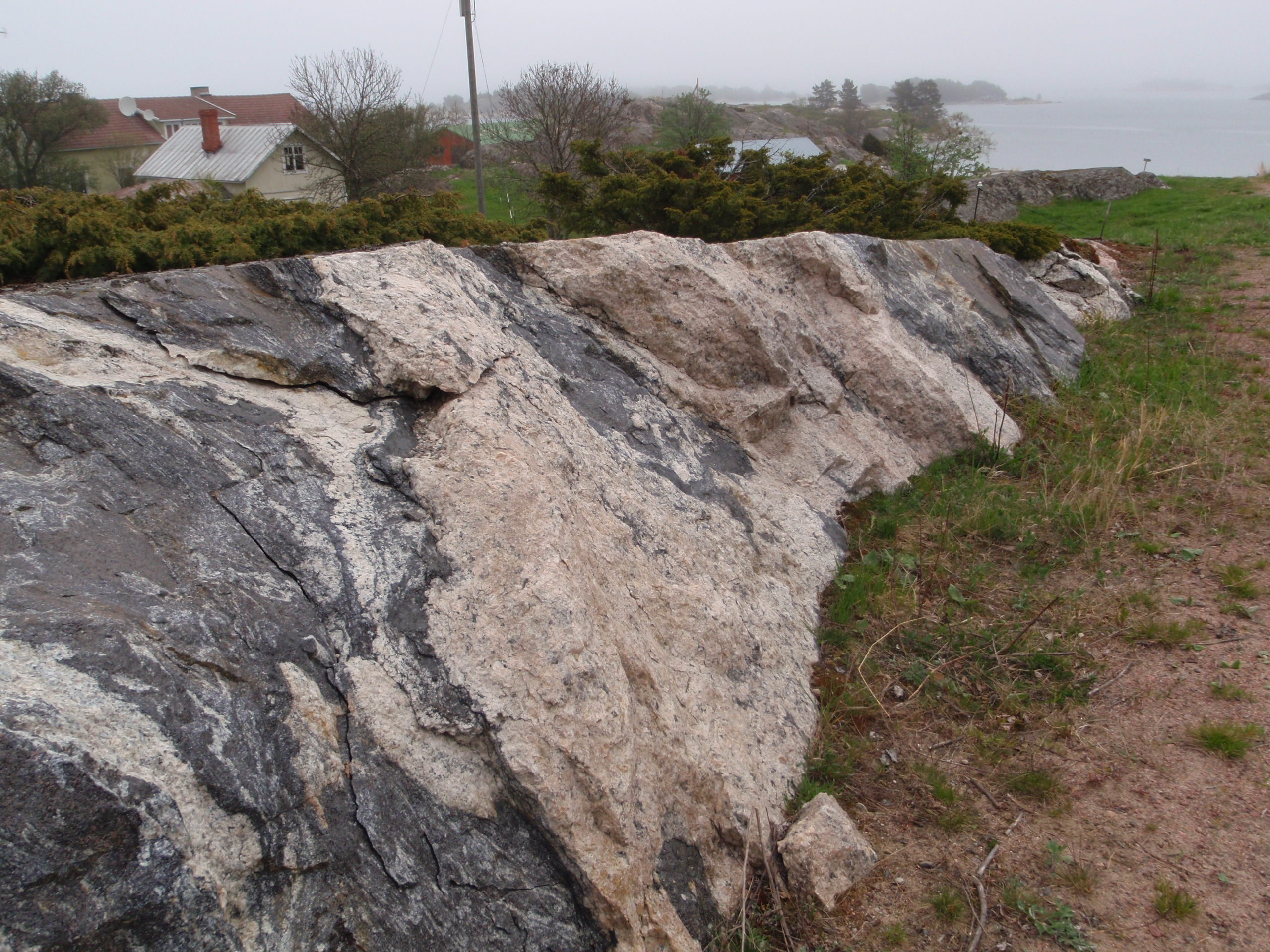
Diatexite.

En fonction du taux de fusion partielle qu'ont subi les roches, et de la possibilité du liquide néoformé à s'être extrait de la roche, on différencie plusieurs types de structures compositionnelles :
Les métatexites, sont des migmatites d'aspect hétérogène, dans lesquelles les structures n'ayant pas subi de fusion partielle (les paléosomes) sont larges et prépondérantes. On observe, en plus faible proportion, une partie ayant fondu (le néosome).
Les diatexites, sont des migmatites d'aspect hétérogène, dans lesquelles le leucosome envahit la migmatite et devient prépondérant.
Le stade ultime de la fusion aboutit à la formation de migmatite granitique ou de granite migmatitique à l'origine du granite d'anatexie.